# Giacomo Vighi
Giacomo Vighi bekannt auch als Jacopo d’Argenta (* um 1510 in Argenta bei Ferrara; † um 1570 in Turin) war ein italienischer Maler des 16. Jahrhunderts. Hauptsächlich bekannt sind seine Werke als Portraitmaler am Hof von Savoyen.

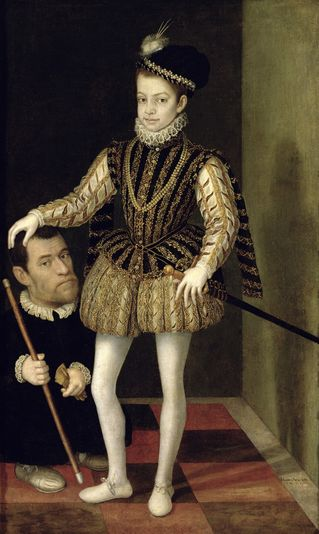
Karl Emanuel I. von Savoyen und sein Hofzwerg, Galleria Sabauda, Turin

## Leben
Über Vighis frühes Leben ist nicht viel bekannt. Vighi soll 1555 eine „Logetta“ am Santa Caterina-Turm des Castello Estense von Ferrara ausgemalt haben, wo er die Prinzessinnen und Prinzen der Familie d’Este „sehr lebendig“ porträtiert haben soll. In Turin wurde er zum offiziellen Hofmaler am Hof von Savoyen und reiste in dieser Rolle unter anderem nach Frankreich, Spanien, Böhmen und Sachsen.